# Śpiewomalowanie
Śpiewomalowanie – pierwszy album Mariusza Lubomskiego, na którym wykonuje piosenki Sławomira Wolskiego oraz Rafała Bryndala (utwór 3.) i Jonasza Kofty (utwór 13.). Autorem oryginalnych słów utworu Psychobójca jest David Byrne.

## Lista utworów
| 1.  | Underground (sł. i muz. Tom Waits, tłumacz. Sławek Wolski)              | 4:09  |
|     |                                                                         |       |
| 2.  | Śpiewomalowanie (sł. Sławek Wolski, muz. Mariusz Lubomski)              | 4:30  |
|     |                                                                         |       |
| 3.  | Przepuściłem majątek (sł. Rafał Bryndal, muz. Mariusz Lubomski)         | 4:21  |
|     |                                                                         |       |
| 4.  | Psychobójca (sł. i muz. David Byrne, tłumacz. Sławek Wolski)            | 3:08  |
|     |                                                                         |       |
| 5.  | Staję na głowie (sł. Sławek Wolski, muz. Mariusz Lubomski)              | 5:10  |
|     |                                                                         |       |
| 6.  | Zmoknięte psy (sł. i muz. Tom Waits, tłumacz. Sławek Wolski)            | 3:02  |
|     |                                                                         |       |
| 7.  | Zamaluję stare tło (sł. Sławek Wolski, muz. Mariusz Lubomski)           | 5:41  |
|     |                                                                         |       |
| 8.  | Spacerologia (sł. Sławek Wolski, muz. Mariusz Lubomski)                 | 4:28  |
|     |                                                                         |       |
| 9.  | Ostatnia orkiestra (sł. Sławek Wolski, muz. Sławek Wolski)              | 3:35  |
|     |                                                                         |       |
| 10. | Hej, partyzant (sł. Sławek Wolski, muz. Mariusz Lubomski)               | 5:03  |
|     |                                                                         |       |
| 11. | Nasze przyzwyczajenia (sł. Sławek Wolski, muz. Maciej Barabasz)         | 3:52  |
|     |                                                                         |       |
| 12. | Nie będzie mnie (sł. Tom Waits, muz. Tom Waits, tłumacz. Sławek Wolski) | 1:34  |
|     |                                                                         |       |
| 13. | Anastazja (sł. Jonasz Kofta, muz. Jerzy Andrzej Marek)                  | 5:56  |
|     |                                                                         |       |
|     |                                                                         | 54:29 |
|     |                                                                         |       |

## Twórcy
- Mariusz Lubomski – śpiew
- Piotr Olszewski – gitara
- Filip Sojka – kontrabas, gitara basowa
- Adam Niedzielin – fortepian, piano fendera
- Jerzy Skalski – trąbka
- Ireneusz Głyk – perkusja